# Georg Amsel
Georg Amsel (* 24. November 1862 in Schweidnitz, † nach 1949) war ein deutscher Lehrer und Stenograf.

## Leben
Er war der Sohn eines Lehrers und hatte evangelische Vorfahren. Nach dem Besuch des Gymnasiums in Schweidnitz studierte Georg Amsel an der Universität Breslau und promovierte im Jahre 1886 zum Dr. phil. Danach war er Probekandidat und als Hilfslehrer tätig. Am Gymnasium Schweidnitz wirkte er von 1888 bis 1891, bevor er an das Kadetten-Korps nach Lichterfelde bei Berlin wechselte, wo er bis 1899 blieb. Danach wechselte Georg Amsel bis 1902 nach Oranienstein. Ab dieser Zeit war er Studienrat in Bensberg und ab 1912 Oberlehrer in Groß-Lichterfelde, das 1920 Ortsteil von Groß-Berlin wurde. Georg Amsel trug den Titel Professor und ging im Jahre 1922 in den Ruhestand.
Georg Amsel war Vorsitzender des Reichsbundes und des Lehrerprüfungsausschusses für Einheitskurzschrift. Ferner war er Mitglied des Historiker-Ausschusses der Reichsdeutschen Waffenbrüderlichen Vereinigung, die bis zum Ende des Ersten Weltkrieges bestand.
Er lebte 87-jährig im Jahre 1949 in Buchenberg im Schwarzwald bei seinem Sohn Hans-Georg.

## Werke
Er verfasste mehrere Lehrbücher der Kurzschrift nach Stolze-Schrey und der Einheits-Kurzschrift, die teilweise in der Sammlung Göschen erschienen.

## Familie
Georg Amsel war seit 1894 verheiratet mit Marie geborene Gebhard, eine Kaufmannstochter aus St. Petersburg. Aus der gemeinsamen Ehe gingen neben zwei Töchtern auch der Sohn Hans-Georg Amsel hervor.

## Ehrungen
Auf der Friedhof des Ortsteils Buchenberg der Gemeinde Königsfeld im Schwarzwald befindet sich eine Gedenktafel mit der Aufschrift in memoriam Professor Georg Amsel.